# Pachycarpus suaveolens
Pachycarpus suaveolens là một loài thực vật có hoa trong họ La bố ma. Loài này được (Schltr.) Nicholas & Goyder mô tả khoa học đầu tiên năm 1990.